# Седемдесет и седми конгрес на Македонската патриотична организация
Седемдесет и седмият конгрес на Македонските патриотични организации (МПО) се провежда от 4 до 7 септември 1998 година в Синсинати, Охайо, САЩ. Конгресът е открит от Мария Коева, дъщеря на Тодор Александров.